# Palmarès du double dames de l'US Open
Pour un article plus général, voir US Open de tennis.
Cet article reprend le palmarès du double dames de l'US Open de tennis depuis la première apparition en 1889 d'un tableau de double féminin au championnat national de tennis des États-Unis, prédécesseur de l'actuel US Open.

## Palmarès
| No       | Date       | Nom et lieu du tournoi                     | Catégorie | Dotation     | Surface      | Vainqueures                             | Finalistes                                 | Score                   |         |
| -------- | ---------- | ------------------------------------------ | --------- | ------------ | ------------ | --------------------------------------- | ------------------------------------------ | ----------------------- | ------- |
| 1        | 11-06-1889 | US National Championships Philadelphie     | G. Chelem | NC           | Gazon (ext.) | Margarette Ballard Bertha Townsend      | Laura Knight Marian Wright                 | 6-0, 6-2                | Tableau |
| 2        | 10-06-1890 | US National Championships Philadelphie     | G. Chelem | NC           | Gazon (ext.) | Ellen Roosevelt Grace Roosevelt         | Margarette Ballard Bertha Townsend         | 6-1, 6-2                | Tableau |
| 3        | 23-06-1891 | US National Championships Philadelphie     | G. Chelem | NC           | Gazon (ext.) | Mabel Cahill Emma Leavitt-Morgan        | Ellen Roosevelt Grace Roosevelt            | 2-6, 8-6, 6-4           | Tableau |
| 4        | 21-06-1892 | US National Championships Philadelphie     | G. Chelem | NC           | Gazon (ext.) | Mabel Cahill Adeline McKinlay           | Helen Day Harris Amy Williams              | 6-1, 6-3                | Tableau |
| 5        | 20-06-1893 | US National Championships Philadelphie     | G. Chelem | NC           | Gazon (ext.) | Harriet Butler Aline Terry              | Augusta Schultz Miss Stone                 | 6-4, 6-3                | Tableau |
| 6        | 12-06-1894 | US National Championships Philadelphie     | G. Chelem | NC           | Gazon (ext.) | Juliette Atkinson Helen Hellwig         | Amy Williams Annabella Wistar              | 6-4, 8-6, 6-2           | Tableau |
| 7        | 25-06-1895 | US National Championships Philadelphie     | G. Chelem | NC           | Gazon (ext.) | Juliette Atkinson Helen Hellwig         | Elisabeth Moore Amy Williams               | 6-2, 6-3, 12-10         | Tableau |
| 8        | 17-06-1896 | US National Championships Philadelphie     | G. Chelem | NC           | Gazon (ext.) | Juliette Atkinson Elisabeth Moore       | Annabella Wistar Amy Williams              | 6-4, 7-5                | Tableau |
| 9        | 15-06-1897 | US National Championships Philadelphie     | G. Chelem | NC           | Gazon (ext.) | Juliette Atkinson Kathleen Atkinson     | Mrs. Frank Edwards Elizabeth Rastall       | 6-2, 6-1, 6-1           | Tableau |
| 10       | 14-06-1898 | US National Championships Philadelphie     | G. Chelem | NC           | Gazon (ext.) | Juliette Atkinson Kathleen Atkinson     | Carrie Neely Marie Wimer                   | 6-1, 2-6, 4-6, 6-1, 6-2 | Tableau |
| 11       | 21-06-1899 | US National Championships Philadelphie     | G. Chelem | NC           | Gazon (ext.) | Jane Craven Myrtle McAteer              | Maud Banks Elizabeth Rastall               | 6-4, 6-1, 7-5           | Tableau |
| 12       | 19-06-1900 | US National Championships Philadelphie     | G. Chelem | NC           | Gazon (ext.) | Hallie Champlin Edith Parker            | Myrtle McAteer Marie Wimer                 | 9-7, 6-2, 6-2           | Tableau |
| 13       | 25-06-1901 | US National Championships Philadelphie     | G. Chelem | NC           | Gazon (ext.) | Juliette Atkinson Myrtle McAteer        | Marion Jones Elisabeth Moore               | Forfait                 | Tableau |
| 14       | 21-06-1902 | US National Championships Philadelphie     | G. Chelem | NC           | Gazon (ext.) | Juliette Atkinson Marion Jones          | Maud Banks Winona Closterman               | 6-2, 7-5                | Tableau |
| 15       | 24-06-1903 | US National Championships Philadelphie     | G. Chelem | NC           | Gazon (ext.) | Elisabeth Moore Carrie Neely            | Miriam Hall Marion Jones                   | 8-6, 6-1, 6-1           | Tableau |
| 16       | 21-06-1904 | US National Championships Philadelphie     | G. Chelem | NC           | Gazon (ext.) | Miriam Hall May Sutton                  | Elisabeth Moore Carrie Neely               | 3-6, 6-3, 6-3           | Tableau |
| 17       | 20-06-1905 | US National Championships Philadelphie     | G. Chelem | NC           | Gazon (ext.) | Helen Homans Carrie Neely               | Virginia Maule Marjorie Oberteuffer        | 6-0, 6-1                | Tableau |
| 18       | 19-06-1906 | US National Championships Philadelphie     | G. Chelem | NC           | Gazon (ext.) | Ann Burdette Coe Ethel Bliss-Platt      | Helen Homans Clover Boldt                  | 6-4, 6-4                | Tableau |
| 19       | 26-06-1907 | US National Championships Philadelphie     | G. Chelem | NC           | Gazon (ext.) | Marie Wimer Carrie Neely                | Edna Wildey Natalie Widley                 | 6-1, 2-6, 6-4           | Tableau |
| 20       | 22-06-1908 | US National Championships Philadelphie     | G. Chelem | NC           | Gazon (ext.) | Evelyn Sears Margaret Curtis            | Carrie Neely Miriam Steever                | 6-3, 5-7, 9-7           | Tableau |
| 21       | 21-06-1909 | US National Championships Philadelphie     | G. Chelem | NC           | Gazon (ext.) | Hazel Hotchkiss Edith Rotch             | Dorothy Green Louise Moyes                 | 6-1, 6-1                | Tableau |
| 22       | 20-06-1910 | US National Championships Philadelphie     | G. Chelem | NC           | Gazon (ext.) | Hazel Hotchkiss Edith Rotch             | Adelaide Browning Edna Wildey              | 6-4, 6-4                | Tableau |
| 23       | 11-06-1911 | US National Championships Philadelphie     | G. Chelem | NC           | Gazon (ext.) | Hazel Hotchkiss Eleonora Sears          | Dorothy Green Florence Sutton              | 6-4, 4-6, 6-2           | Tableau |
| 24       | 10-06-1912 | US National Championships Philadelphie     | G. Chelem | NC           | Gazon (ext.) | Dorothy Green Mary Kendall Browne       | Maud Barger Wallach Mrs. Frederick Schmitz | 6-2, 5-7, 6-0           | Tableau |
| 25       | 09-06-1913 | US National Championships Philadelphie     | G. Chelem | NC           | Gazon (ext.) | Mary Kendall Browne Louise Riddell      | Dorothy Green Edna Wildey                  | 12-10, 2-6, 6-3         | Tableau |
| 26       | 08-06-1914 | US National Championships Philadelphie     | G. Chelem | NC           | Gazon (ext.) | Mary Kendall Browne Louise Riddell      | Louise Hammond Edna Wildey                 | 10-8, 6-2               | Tableau |
| 27       | 07-06-1915 | US National Championships Philadelphie     | G. Chelem | NC           | Gazon (ext.) | Hazel Hotchkiss Eleonora Sears          | Helen Homans Augusta Bradley               | 10-8, 6-2               | Tableau |
| 28       | 05-06-1916 | US National Championships Philadelphie     | G. Chelem | NC           | Gazon (ext.) | Molla Bjurstedt Eleonora Sears          | Louise Hammond Edna Wildey                 | 4-6, 6-2, 10-8          | Tableau |
| 29       | 18-06-1917 | National Patriotic Tournament Philadelphie | G. Chelem | NC           | Gazon (ext.) | Molla Bjurstedt Eleonora Sears          | Phyllis Walsh Grace Moore Leroy            | 6-2, 6-4                | Tableau |
| 30       | 17-06-1918 | US National Championships Philadelphie     | G. Chelem | NC           | Gazon (ext.) | Marion Zinderstein Eleanor Goss         | Molla Bjurstedt Mrs. Johan Rogge           | 7-5, 8-6                | Tableau |
| 31       | 16-06-1919 | US National Championships Philadelphie     | G. Chelem | NC           | Gazon (ext.) | Marion Zinderstein Eleanor Goss         | Eleonora Sears Hazel Hotchkiss             | 10-8, 9-7               | Tableau |
| 32       | 13-09-1920 | US National Championships Philadelphie     | G. Chelem | NC           | Gazon (ext.) | Marion Zinderstein Eleanor Goss         | Eleanor Tennant Helen Baker                | 6-3, 6-1                | Tableau |
| 33       | 15-08-1921 | US National Championships Forest Hills     | G. Chelem | NC           | Gazon (ext.) | Mary Kendall Browne Louise Riddell      | Helen Gilleaudeau Aleta Bailey             | 6-3, 6-2                | Tableau |
| 34       | 14-08-1922 | US National Championships Forest Hills     | G. Chelem | NC           | Gazon (ext.) | Marion Zinderstein Helen Wills          | Edith Sigourney Molla Bjurstedt            | 6-4, 7-9, 6-3           | Tableau |
| 35       | 13-08-1923 | US National Championships Forest Hills     | G. Chelem | NC           | Gazon (ext.) | Kitty McKane Phyllis Howkins            | Hazel Hotchkiss Eleanor Goss               | 2-6, 6-2, 6-1           | Tableau |
| 36       | 11-08-1924 | US National Championships Forest Hills     | G. Chelem | NC           | Gazon (ext.) | Hazel Hotchkiss Helen Wills             | Eleanor Goss Marion Zinderstein            | 6-4, 6-3                | Tableau |
| 37       | 17-08-1925 | US National Championships Forest Hills     | G. Chelem | NC           | Gazon (ext.) | Mary Kendall Browne Helen Wills         | May Sutton Elizabeth Ryan                  | 6-4, 6-3                | Tableau |
| 38       | 16-08-1926 | US National Championships Forest Hills     | G. Chelem | NC           | Gazon (ext.) | Elizabeth Ryan Eleanor Goss             | Mary Kendall Browne Charlotte Chapin       | 3-6, 6-4, 12-10         | Tableau |
| 39       | 22-08-1927 | US National Championships Forest Hills     | G. Chelem | NC           | Gazon (ext.) | Kitty McKane Ermyntrude Harvey          | Betty Nuthall Joan Fry                     | 6-1, 4-6, 6-4           | Tableau |
| 40       | 20-08-1928 | US National Championships Forest Hills     | G. Chelem | NC           | Gazon (ext.) | Hazel Hotchkiss Helen Wills             | Edith Cross Anna McCune Harper             | 6-2, 6-2                | Tableau |
| 41       | 19-08-1929 | US National Championships Forest Hills     | G. Chelem | NC           | Gazon (ext.) | Phoebe Holcroft Peggy Saunders          | Phyllis Howkins Dorothy Shepherd           | 2-6, 6-3, 6-4           | Tableau |
| 42       | 18-08-1930 | US National Championships Forest Hills     | G. Chelem | NC           | Gazon (ext.) | Betty Nuthall Sarah Palfrey             | Edith Cross Anna McCune Harper             | 3-6, 6-3, 7-5           | Tableau |
| 43       | 17-08-1931 | US National Championships Forest Hills     | G. Chelem | NC           | Gazon (ext.) | Betty Nuthall Eileen Bennett            | Helen Jacobs Dorothy Round                 | 6-2, 6-4                | Tableau |
| 44       | 15-08-1932 | US National Championships Forest Hills     | G. Chelem | NC           | Gazon (ext.) | Helen Jacobs Sarah Palfrey              | Edith Cross Anna McCune Harper             | 3-6, 6-3, 7-5           | Tableau |
| 45       | 14-08-1933 | US National Championships Forest Hills     | G. Chelem | NC           | Gazon (ext.) | Betty Nuthall Freda James               | Helen Wills Elizabeth Ryan                 | Forfait                 | Tableau |
| 46       | 13-08-1934 | US National Championships Forest Hills     | G. Chelem | NC           | Gazon (ext.) | Helen Jacobs Sarah Palfrey              | Carolin Babcock Dorothy Andrus             | 4-6, 6-3, 6-4           | Tableau |
| 47       | 29-08-1935 | US National Championships Forest Hills     | G. Chelem | NC           | Gazon (ext.) | Helen Jacobs Sarah Fabyan               | Carolin Babcock Dorothy Andrus             | 6-4, 6-2                | Tableau |
| 48       | 03-09-1936 | US National Championships Forest Hills     | G. Chelem | NC           | Gazon (ext.) | Marjorie Gladman Carolin Babcock        | Helen Jacobs Sarah Fabyan                  | 9-7, 2-6, 6-4           | Tableau |
| 49       | 02-09-1937 | US National Championships Forest Hills     | G. Chelem | NC           | Gazon (ext.) | Sarah Fabyan Alice Marble               | Marjorie Gladman Carolin Babcock           | 7-5, 6-4                | Tableau |
| 50       | 08-09-1938 | US National Championships Forest Hills     | G. Chelem | NC           | Gazon (ext.) | Sarah Fabyan Alice Marble               | Simonne Mathieu Jadwiga Jędrzejowska       | 6-8, 6-4, 6-3           | Tableau |
| 51       | 07-09-1939 | US National Championships Forest Hills     | G. Chelem | NC           | Gazon (ext.) | Sarah Fabyan Alice Marble               | Kay Stammers Freda James                   | 7-5, 8-6                | Tableau |
| 52       | 02-09-1940 | US National Championships Forest Hills     | G. Chelem | NC           | Gazon (ext.) | Sarah Palfrey Alice Marble              | Dorothy Bundy Marjorie Gladman             | 6-4, 6-3                | Tableau |
| 53       | 30-08-1941 | US National Championships Forest Hills     | G. Chelem | NC           | Gazon (ext.) | Sarah Palfrey Margaret Osborne          | Dorothy Bundy Pauline Betz                 | 3-6, 6-1, 6-4           | Tableau |
| 54       | 27-08-1942 | US National Championships Forest Hills     | G. Chelem | NC           | Gazon (ext.) | Louise Brough Margaret Osborne          | Pauline Betz Doris Hart                    | 2-6, 7-5, 6-0           | Tableau |
| 55       | 01-09-1943 | US National Championships Forest Hills     | G. Chelem | NC           | Gazon (ext.) | Louise Brough Margaret Osborne          | Patricia Canning Todd Mary Arnold          | 6-1, 6-3                | Tableau |
| 56       | 30-08-1944 | US National Championships Forest Hills     | G. Chelem | NC           | Gazon (ext.) | Louise Brough Margaret Osborne          | Pauline Betz Doris Hart                    | 4-6, 6-4, 6-3           | Tableau |
| 57       | 28-08-1945 | US National Championships Forest Hills     | G. Chelem | NC           | Gazon (ext.) | Louise Brough Margaret Osborne          | Pauline Betz Doris Hart                    | 6-3, 6-3                | Tableau |
| 58       | 31-08-1946 | US National Championships Forest Hills     | G. Chelem | NC           | Gazon (ext.) | Louise Brough Margaret Osborne          | Patricia Canning Todd Mary Arnold          | 6-1, 6-3                | Tableau |
| 59       | 06-09-1947 | US National Championships Forest Hills     | G. Chelem | NC           | Gazon (ext.) | Louise Brough Margaret Osborne          | Patricia Canning Todd Doris Hart           | 5-7, 6-3, 7-5           | Tableau |
| 60       | 10-09-1948 | US National Championships Forest Hills     | G. Chelem | NC           | Gazon (ext.) | Louise Brough Margaret Osborne          | Patricia Canning Todd Doris Hart           | 6-4, 8-10, 6-1          | Tableau |
| 61       | 26-08-1949 | US National Championships Forest Hills     | G. Chelem | NC           | Gazon (ext.) | Louise Brough Margaret Osborne          | Shirley Fry Doris Hart                     | 6-4, 10-8               | Tableau |
| 62       | 27-08-1950 | US National Championships Forest Hills     | G. Chelem | NC           | Gazon (ext.) | Louise Brough Margaret Osborne          | Shirley Fry Doris Hart                     | 6-2, 6-3                | Tableau |
| 63       | 25-08-1951 | US National Championships Forest Hills     | G. Chelem | NC           | Gazon (ext.) | Shirley Fry Doris Hart                  | Nancy Chaffee Patricia Canning Todd        | 6-4, 6-2                | Tableau |
| 64       | 29-08-1952 | US National Championships Forest Hills     | G. Chelem | NC           | Gazon (ext.) | Shirley Fry Doris Hart                  | Louise Brough Maureen Connolly             | 10-8, 6-4               | Tableau |
| 65       | 29-08-1953 | US National Championships Forest Hills     | G. Chelem | NC           | Gazon (ext.) | Shirley Fry Doris Hart                  | Louise Brough Margaret Osborne             | 6-2, 7-9, 9-7           | Tableau |
| 66       | 28-08-1954 | US National Championships Forest Hills     | G. Chelem | NC           | Gazon (ext.) | Shirley Fry Doris Hart                  | Louise Brough Margaret Osborne             | 6-4, 6-4                | Tableau |
| 67       | 02-09-1955 | US National Championships Forest Hills     | G. Chelem | NC           | Gazon (ext.) | Louise Brough Margaret Osborne          | Shirley Fry Doris Hart                     | 6-3, 1-6, 6-3           | Tableau |
| 68       | 01-09-1956 | US National Championships Forest Hills     | G. Chelem | NC           | Gazon (ext.) | Louise Brough Margaret Osborne          | Shirley Fry Betty Rosenquest               | 6-3, 6-0                | Tableau |
| 69       | 30-08-1957 | US National Championships Forest Hills     | G. Chelem | NC           | Gazon (ext.) | Louise Brough Margaret Osborne          | Althea Gibson Darlene Hard                 | 6-2, 7-5                | Tableau |
| 70       | 29-08-1958 | US National Championships Forest Hills     | G. Chelem | NC           | Gazon (ext.) | Jeanne Arth Darlene Hard                | Maria Bueno Althea Gibson                  | 2-6, 6-3, 6-4           | Tableau |
| 71       | 04-09-1959 | US National Championships Forest Hills     | G. Chelem | NC           | Gazon (ext.) | Jeanne Arth Darlene Hard                | Althea Gibson Sally Moore                  | 6-2, 6-3                | Tableau |
| 72       | 02-09-1960 | US National Championships Forest Hills     | G. Chelem | NC           | Gazon (ext.) | Maria Bueno Darlene Hard                | Ann Haydon-Jones Deidre Catt               | 6-1, 6-1                | Tableau |
| 73       | 01-09-1961 | US National Championships Forest Hills     | G. Chelem | NC           | Gazon (ext.) | Darlene Hard Lesley Turner              | Edda Buding Yola Ramírez                   | 6-4, 5-7, 6-0           | Tableau |
| 74       | 31-08-1962 | US National Championships Forest Hills     | G. Chelem | NC           | Gazon (ext.) | Darlene Hard Maria Bueno                | Karen Susman Billie Jean Moffitt           | 4-6, 6-3, 6-2           | Tableau |
| 75       | 28-08-1963 | US National Championships Forest Hills     | G. Chelem | NC           | Gazon (ext.) | Robyn Ebbern Margaret Smith             | Darlene Hard Maria Bueno                   | 4-6, 10-8, 6-3          | Tableau |
| 76       | 02-09-1964 | US National Championships Forest Hills     | G. Chelem | NC           | Gazon (ext.) | Billie Jean Moffitt Karen Susman        | Margaret Smith Lesley Turner               | 3-6, 6-2, 6-4           | Tableau |
| 77       | 03-09-1965 | US National Championships Forest Hills     | G. Chelem | NC           | Gazon (ext.) | Carole Caldwell Nancy Richey            | Billie Jean Moffitt Karen Susman           | 6-4, 6-4                | Tableau |
| 78       | 01-09-1966 | US National Championships Forest Hills     | G. Chelem | NC           | Gazon (ext.) | Maria Bueno Nancy Richey                | Rosie Casals Billie Jean King              | 6-3, 6-4                | Tableau |
| 79       | 31-08-1967 | US National Championships Forest Hills     | G. Chelem | NC           | Gazon (ext.) | Rosie Casals Billie Jean King           | Mary-Ann Eisel Donna Floyd Fales           | 3-6, 6-3, 6-4           | Tableau |
| Ère Open |            |                                            |           |              |              |                                         |                                            |                         |         |
| 80       | 29-08-1968 | US Open Forest Hills                       | G. Chelem | NC           | Gazon (ext.) | Maria Bueno Margaret Smith Court        | Rosie Casals Billie Jean King              | 4-6, 9-7, 8-6           | Tableau |
| 81       | 28-08-1969 | US Open Forest Hills                       | G. Chelem | NC           | Gazon (ext.) | Françoise Dürr Darlene Hard             | Margaret Smith Court Virginia Wade         | 0-6, 6-3, 6-4           | Tableau |
| 82       | 02-09-1970 | US Open Forest Hills                       | G. Chelem | 176 000 $    | Gazon (ext.) | Margaret Smith Court Judy Tegart-Dalton | Rosie Casals Virginia Wade                 | 6-3, 6-4                | Tableau |
| 83       | 01-09-1971 | US Open Forest Hills                       | G. Chelem | 80 000 $     | Gazon (ext.) | Rosie Casals Judy Tegart-Dalton         | Gail Sherriff Françoise Dürr               | 6-3, 6-3                | Tableau |
| 84       | 28-08-1972 | US Open Forest Hills                       | G. Chelem | 80 000 $     | Gazon (ext.) | Françoise Dürr Betty Stöve              | Margaret Smith Court Virginia Wade         | 6-3, 1-6, 6-3           | Tableau |
| 85       | 27-08-1973 | US Open Forest Hills                       | G. Chelem | 114 000 $    | Gazon (ext.) | Margaret Smith Court Virginia Wade      | Rosie Casals Billie Jean King              | 3-6, 6-3, 7-5           | Tableau |
| 86       | 26-08-1974 | US Open Forest Hills                       | G. Chelem | NC           | Gazon (ext.) | Rosie Casals Billie Jean King           | Françoise Dürr Betty Stöve                 | 7-6, 6-7, 6-4           | Tableau |
| 87       | 25-08-1975 | US Open Forest Hills                       | G. Chelem | 309 000 $    | Terre (ext.) | Margaret Smith Court Virginia Wade      | Rosie Casals Billie Jean King              | 7-5, 2-6, 7-6           | Tableau |
| 88       | 30-08-1976 | US Open Forest Hills                       | G. Chelem | 309 000 $    | Terre (ext.) | Linky Boshoff Ilana Kloss               | Olga Morozova Virginia Wade                | 6-1, 6-4                | Tableau |
| 89       | 29-08-1977 | US Open Forest Hills                       | G. Chelem | 250 000 $    | Terre (ext.) | Martina Navrátilová Betty Stöve         | Renée Richards Betty-Ann Stuart            | 6-1, 7-6                | Tableau |
| 90       | 28-08-1978 | US Open Flushing Meadows                   | G. Chelem | 260 000 $    | Dur (ext.)   | Billie Jean King Martina Navrátilová    | Kerry Reid Wendy Turnbull                  | 7-6, 6-4                | Tableau |
| 91       | 27-08-1979 | US Open Flushing Meadows                   | G. Chelem | 300 000 $    | Dur (ext.)   | Betty Stöve Wendy Turnbull              | Billie Jean King Martina Navrátilová       | 6-4, 6-3                | Tableau |
| 92       | 25-08-1980 | US Open Flushing Meadows                   | G. Chelem | 300 000 $    | Dur (ext.)   | Billie Jean King Martina Navrátilová    | Pam Shriver Betty Stöve                    | 7-6, 7-5                | Tableau |
| 93       | 31-08-1981 | US Open Flushing Meadows                   | G. Chelem | 400 000 $    | Dur (ext.)   | Kathy Jordan Anne Smith                 | Rosie Casals Wendy Turnbull                | 6-3, 6-3                | Tableau |
| 94       | 30-08-1982 | US Open Flushing Meadows                   | G. Chelem | 632 000 $    | Dur (ext.)   | Rosie Casals Wendy Turnbull             | Barbara Potter Sharon Walsh                | 6-4, 6-4                | Tableau |
| 95       | 29-08-1983 | US Open Flushing Meadows                   | G. Chelem | 850 000 $    | Dur (ext.)   | Martina Navrátilová Pam Shriver         | Rosalyn Fairbank Candy Reynolds            | 6-7, 6-1, 6-3           | Tableau |
| 96       | 27-08-1984 | US Open Flushing Meadows                   | G. Chelem | 1 100 000 $  | Dur (ext.)   | Martina Navrátilová Pam Shriver         | Anne Hobbs Wendy Turnbull                  | 6-2, 6-4                | Tableau |
| 97       | 26-08-1985 | US Open Flushing Meadows                   | G. Chelem | 1 250 000 $  | Dur (ext.)   | Claudia Kohde-Kilsch Helena Suková      | Martina Navrátilová Pam Shriver            | 6-75, 6-2, 6-3          | Tableau |
| 98       | 25-08-1986 | US Open Flushing Meadows                   | G. Chelem | 1 400 000 $  | Dur (ext.)   | Martina Navrátilová Pam Shriver         | Hana Mandlíková Wendy Turnbull             | 6-4, 3-6, 6-3           | Tableau |
| 99       | 31-08-1987 | US Open Flushing Meadows                   | G. Chelem | 1 757 958 $  | Dur (ext.)   | Martina Navrátilová Pam Shriver         | Kathy Jordan Elizabeth Smylie              | 5-7, 6-4, 6-2           | Tableau |
| 100      | 29-08-1988 | US Open Flushing Meadows                   | G. Chelem | 1 937 333 $  | Dur (ext.)   | Gigi Fernández Robin White              | Patty Fendick Jill Hetherington            | 6-4, 6-1                | Tableau |
| 101      | 28-08-1989 | US Open Flushing Meadows                   | G. Chelem | 2 138 000 $  | Dur (ext.)   | Hana Mandlíková Martina Navrátilová     | Mary Joe Fernández Pam Shriver             | 5-7, 6-4, 6-4           | Tableau |
| 102      | 27-08-1990 | US Open Flushing Meadows                   | G. Chelem | 2 707 250 $  | Dur (ext.)   | Gigi Fernández Martina Navrátilová      | Jana Novotná Helena Suková                 | 6-2, 6-4                | Tableau |
| 103      | 26-08-1991 | US Open Flushing Meadows                   | G. Chelem | 2 700 000 $  | Dur (ext.)   | Pam Shriver Natasha Zvereva             | Jana Novotná Larisa Neiland                | 6-4, 4-6, 7-65          | Tableau |
| 104      | 31-08-1992 | US Open Flushing Meadows                   | G. Chelem | 3 734 850 $  | Dur (ext.)   | Gigi Fernández Natasha Zvereva          | Jana Novotná Larisa Neiland                | 7-64, 6-1               | Tableau |
| 105      | 30-08-1993 | US Open Flushing Meadows                   | G. Chelem | 3 967 250 $  | Dur (ext.)   | Arantxa Sánchez Helena Suková           | Amanda Coetzer Inés Gorrochategui          | 6-4, 6-2                | Tableau |
| 106      | 29-08-1994 | US Open Flushing Meadows                   | G. Chelem | 3 900 000 $  | Dur (ext.)   | Jana Novotná Arantxa Sánchez            | Katerina Maleeva Robin White               | 6-3, 6-3                | Tableau |
| 107      | 28-08-1995 | US Open Flushing Meadows                   | G. Chelem | 4 271 000 $  | Dur (ext.)   | Gigi Fernández Natasha Zvereva          | Brenda Schultz Rennae Stubbs               | 7-5, 6-3                | Tableau |
| 108      | 26-08-1996 | US Open Flushing Meadows                   | G. Chelem | 4 004 885 $  | Dur (ext.)   | Gigi Fernández Natasha Zvereva          | Jana Novotná Arantxa Sánchez               | 1-6, 6-1, 6-4           | Tableau |
| 109      | 25-08-1997 | US Open Flushing Meadows                   | G. Chelem | 4 976 000 $  | Dur (ext.)   | Lindsay Davenport Jana Novotná          | Gigi Fernández Natasha Zvereva             | 6-3, 6-4                | Tableau |
| 110      | 31-08-1998 | US Open Flushing Meadows                   | G. Chelem | 6 012 000 $  | Dur (ext.)   | Martina Hingis Jana Novotná             | Lindsay Davenport Natasha Zvereva          | 6-3, 6-3                | Tableau |
| 111      | 30-08-1999 | US Open Flushing Meadows                   | G. Chelem | 6 235 000 $  | Dur (ext.)   | Serena Williams Venus Williams          | Chanda Rubin Sandrine Testud               | 4-6, 6-1, 6-4           | Tableau |
| 112      | 28-08-2000 | US Open Flushing Meadows                   | G. Chelem | 6 467 000 $  | Dur (ext.)   | Julie Halard Ai Sugiyama                | Cara Black Elena Likhovtseva               | 6-0, 1-6, 6-1           | Tableau |
| 113      | 27-08-2001 | US Open Flushing Meadows                   | G. Chelem | 6 628 000 $  | Dur (ext.)   | Lisa Raymond Rennae Stubbs              | Kimberly Po Nathalie Tauziat               | 6-2, 5-7, 7-5           | Tableau |
| 114      | 26-08-2002 | US Open Flushing Meadows                   | G. Chelem | 6 261 690 $  | Dur (ext.)   | Virginia Ruano Pascual Paola Suárez     | Elena Dementieva Janette Husárová          | 6-2, 6-1                | Tableau |
| 115      | 25-08-2003 | US Open Flushing Meadows                   | G. Chelem | 6 682 980 $  | Dur (ext.)   | Virginia Ruano Pascual Paola Suárez     | Svetlana Kuznetsova Martina Navrátilová    | 6-2, 6-3                | Tableau |
| 116      | 30-08-2004 | US Open Flushing Meadows                   | G. Chelem | 7 017 780 $  | Dur (ext.)   | Virginia Ruano Pascual Paola Suárez     | Svetlana Kuznetsova Elena Likhovtseva      | 6-4, 7-5                | Tableau |
| 117      | 29-08-2005 | US Open Flushing Meadows                   | G. Chelem | 7 147 042 $  | Dur (ext.)   | Lisa Raymond Samantha Stosur            | Elena Dementieva Flavia Pennetta           | 6-2, 5-7, 6-3           | Tableau |
| 118      | 29-08-2006 | US Open Flushing Meadows                   | G. Chelem | 8 332 000 $  | Dur (ext.)   | Nathalie Dechy Vera Zvonareva           | Dinara Safina Katarina Srebotnik           | 7-65, 7-5               | Tableau |
| 119      | 27-08-2007 | US Open Flushing Meadows                   | G. Chelem | 9 098 000 $  | Dur (ext.)   | Nathalie Dechy Dinara Safina            | Chan Yung-Jan Chuang Chia-Jung             | 6-4, 6-2                | Tableau |
| 120      | 25-08-2008 | US Open Flushing Meadows                   | G. Chelem | 9 350 000 $  | Dur (ext.)   | Cara Black Liezel Huber                 | Lisa Raymond Samantha Stosur               | 6-3, 7-66               | Tableau |
| 121      | 31-08-2009 | US Open Flushing Meadows                   | G. Chelem | 9 756 000 $  | Dur (ext.)   | Serena Williams Venus Williams          | Cara Black Liezel Huber                    | 6-2, 6-2                | Tableau |
| 122      | 30-08-2010 | US Open Flushing Meadows                   | G. Chelem | 10 508 000 $ | Dur (ext.)   | Vania King Yaroslava Shvedova           | Liezel Huber Nadia Petrova                 | 2-6, 6-4, 7-64          | Tableau |
| 123      | 29-08-2011 | US Open Flushing Meadows                   | G. Chelem | 10 768 000 $ | Dur (ext.)   | Liezel Huber Lisa Raymond               | Vania King Yaroslava Shvedova              | 4-6, 7-65, 7-63         | Tableau |
| 124      | 27-08-2012 | US Open Flushing Meadows                   | G. Chelem | 11 777 000 $ | Dur (ext.)   | Sara Errani Roberta Vinci               | Andrea Hlaváčková Lucie Hradecká           | 6-4, 6-2                | Tableau |
| 125      | 26-08-2013 | US Open Flushing Meadows                   | G. Chelem | 16 102 000 $ | Dur (ext.)   | Andrea Hlaváčková Lucie Hradecká        | Ashleigh Barty Casey Dellacqua             | 6-74, 6-1, 6-4          | Tableau |
| 126      | 25-08-2014 | US Open Flushing Meadows                   | G. Chelem | 17 851 868 $ | Dur (ext.)   | Ekaterina Makarova Elena Vesnina        | Martina Hingis Flavia Pennetta             | 2-6, 6-3, 6-2           | Tableau |
| 127      | 31-08-2015 | US Open Flushing Meadows                   | G. Chelem | 19 852 700 $ | Dur (ext.)   | Martina Hingis Sania Mirza              | Casey Dellacqua Yaroslava Shvedova         | 6-3, 6-3                | Tableau |
| 128      | 31-08-2016 | US Open Flushing Meadows                   | G. Chelem | 21 862 744 $ | Dur (ext.)   | Bethanie Mattek-Sands Lucie Šafářová    | Caroline Garcia Kristina Mladenovic        | 2-6, 7-65, 6-4          | Tableau |
| 129      | 31-08-2017 | US Open Flushing Meadows                   | G. Chelem | 24 193 400 $ | Dur (ext.)   | Chan Yung-jan Martina Hingis            | Lucie Hradecká Kateřina Siniaková          | 6-3, 6-2                | Tableau |
| 130      | 30-08-2018 | US Open Flushing Meadows                   | G. Chelem | 25 282 400 $ | Dur (ext.)   | Ashleigh Barty Coco Vandeweghe          | Tímea Babos Kristina Mladenovic            | 3-6, 7-62, 7-66         | Tableau |
| 131      | 28-08-2019 | US Open Flushing Meadows                   | G. Chelem | 26 759 150 $ | Dur (ext.)   | Elise Mertens Aryna Sabalenka           | Victoria Azarenka Ashleigh Barty           | 7-5, 7-5                | Tableau |
| 132      | 31-08-2020 | US Open Flushing Meadows                   | G. Chelem | 21 656 000 $ | Dur (ext.)   | Laura Siegemund Vera Zvonareva          | Nicole Melichar Xu Yifan                   | 6-4, 6-4                | Tableau |
| 133      | 30-08-2021 | US Open Flushing Meadows                   | G. Chelem | 27 200 000 $ | Dur (ext.)   | Samantha Stosur Zhang Shuai             | Cori Gauff Catherine McNally               | 6-3, 3-6, 6-3           | Tableau |
| 134      | 31-08-2022 | US Open Flushing Meadows                   | G. Chelem | 27 915 200 $ | Dur (ext.)   | Barbora Krejčíková Kateřina Siniaková   | Catherine McNally Taylor Townsend          | 3-6, 7-5, 6-1           | Tableau |
| 135      | 28-08-2023 | US Open Flushing Meadows                   | G. Chelem | 29 488 400 $ | Dur (ext.)   | Gabriela Dabrowski Erin Routliffe       | Laura Siegemund Vera Zvonareva             | 7-69, 6-3               | Tableau |
| 136      | 28-08-2024 | US Open Flushing Meadows                   | G. Chelem | 29 488 400 $ | Dur (ext.)   | Lyudmyla Kichenok Jeļena Ostapenko      | Kristina Mladenovic Zhang Shuai            | 6-4, 6-3                | Tableau |

## Championnes les plus titrées
Joueuses les plus titrées (au moins 4 titres).

Mis à jour après USO 2023.
| #   | Joueuse                 | Titres | Titres   | Premier | Dernier |
| #   | Joueuse                 | Total  | Ère Open | Premier | Dernier |
| --- | ----------------------- | ------ | -------- | ------- | ------- |
| 1.  | Margaret Osborne duPont | 13     | 0        | 1941    | 1957    |
| 2.  | Louise Brough           | 12     | 0        | 1942    | 1957    |
| 3.  | Sarah Palfrey           | 9      | 0        | 1930    | 1941    |
| 3.  | / Martina Navrátilová   | 9      | 9        | 1977    | 1990    |
| 5.  | Juliette Atkinson       | 7      | 0        | 1894    | 1902    |
| 6.  | Hazel Hotchkiss         | 6      | 0        | 1909    | 1928    |
| 6.  | Darlene Hard            | 6      | 1        | 1958    | 1969    |
| 8.  | Mary Kendall Browne     | 5      | 0        | 1912    | 1925    |
| 8.  | Margaret Smith Court    | 5      | 4        | 1963    | 1975    |
| 8.  | Billie Jean King        | 5      | 3        | 1964    | 1980    |
| 8.  | Pam Shriver             | 5      | 5        | 1983    | 1991    |
| 8.  | Gigi Fernández          | 5      | 5        | 1988    | 1996    |
| 13. | Eleonora Sears          | 4      | 0        | 1911    | 1917    |
| 13. | Marion Zinderstein      | 4      | 0        | 1918    | 1922    |
| 13. | Eleanor Goss            | 4      | 0        | 1918    | 1926    |
| 13. | Helen Wills             | 4      | 0        | 1922    | 1928    |
| 13. | Sarah Fabyan            | 4      | 0        | 1935    | 1939    |
| 13. | Alice Marble            | 4      | 0        | 1937    | 1940    |
| 13. | Shirley Fry             | 4      | 0        | 1951    | 1954    |
| 13. | Doris Hart              | 4      | 0        | 1951    | 1954    |
| 13. | Maria Bueno             | 4      | 1        | 1960    | 1968    |
| 13. | Rosie Casals            | 4      | 3        | 1967    | 1982    |
| 13. | Natasha Zvereva         | 4      | 4        | 1991    | 1996    |

| #  | Joueuse                         | Titres | Premier | Dernier |    |                                       |    |      |      |
| -- | ------------------------------- | ------ | ------- | ------- | -- | ------------------------------------- | -- | ---- | ---- |
| #  | Joueuse                         | Titres | Premier | Dernier | 1. | Margaret Osborne duPont Louise Brough | 12 | 1942 | 1957 |
| 2. | Sarah Palfrey Alice Marble      | 4      | 1937    | 1940    |    |                                       |    |      |      |
| 2. | Doris Hart Shirley Fry          | 4      | 1951    | 1954    |    |                                       |    |      |      |
| 2. | Martina Navrátilová Pam Shriver | 4      | 1983    | 1987    |    |                                       |    |      |      |

## Nombre de titres par pays
| Pays        | Titres | Premier | Dernier |
| ----------- | ------ | ------- | ------- |
| États-Unis  | 73     | 1889    | 1967    |
| Royaume-Uni | 8      | 1891    | 1933    |
| Brésil      | 3      | 1960    | 1966    |
| Norvège     | 2      | 1916    | 1917    |
| Australie   | 2      | 1961    | 1963    |
| Total       | 88*    |         |         |

| Pays               | Titres | Premier | Dernier |
| ------------------ | ------ | ------- | ------- |
| États-Unis         | 28     | 1969    | 2018    |
| Australie          | 12     | 1968    | 2021    |
| République tchèque | 7      | 1993    | 2022    |
| France             | 5      | 1969    | 2007    |
| Biélorussie        | 5      | 1991    | 2019    |
| Espagne            | 5      | 1993    | 2004    |
| Tchécoslovaquie    | 4      | 1977    | 1985    |
| Pays-Bas           | 3      | 1972    | 1979    |
| Suisse             | 3      | 1998    | 2017    |
| Argentine          | 3      | 2002    | 2004    |
| Russie             | 3      | 2006    | 2020    |
| Allemagne          | 2      | 1985    | 2020    |
| Brésil             | 1      | 1968    | -       |
| Afrique du Sud     | 1      | 1976    | -       |
| Japon              | 1      | 2000    | -       |
| Zimbabwe           | 1      | 2008    | -       |
| Kazakhstan         | 1      | 2010    | -       |
| Italie             | 1      | 2012    | -       |
| Inde               | 1      | 2015    | -       |
| Taipei chinois     | 1      | 2017    | -       |
| Belgique           | 1      | 2019    | -       |
| Chine              | 1      | 2021    | -       |
| Canada             | 1      | 2023    | -       |
| Nouvelle-Zélande   | 1      | 2023    | -       |
| Total              | 92*    |         |         |